# Andrés Orozco Estrada
Andrés Orozco Estrada (Medellín, 14 de diciembre de 1977) es un director de orquesta colombiano residente en Viena.

## Inicios
Nació en el barrio de Manrique (Medellín), en una familia de escasos recursos económicos. Ingresó en 1982 en el Instituto Musical Diego Echavarría (IMDE) de Medellín donde estudió violín y obtuvo su grado académico con especialidad en música. En 1992 comenzó sus estudios de dirección bajo la guía de los maestros Cecilia Espinosa y Alejandro Posada y también estuvo en la Red de Escuelas de Música de Medellín. Luego se trasladó a Bogotá para continuar sus estudios musicales en la Universidad Javeriana con énfasis en violín y dirección. Se traslada a la ciudad de Viena en 1997 para estudiar dirección de orquesta en la Universidad de Música y Arte Dramático bajo la tutoría del profesor Uros Lajovic. Culmina sus estudios de "Master of Arts" en grado de "Sobresaliente", dirigiendo un concierto con la Orquesta Sinfónica de la Radio de Viena en el Musikverein.

## Trayectoria
En el año 2000 fue director invitado en el Big International Music Festival realizado en la ciudad de Turín, Italia, como representante de Austria y dirigió varios conciertos de la Orquesta Antidogma-Música.
En 2001 fue elegido, mediante concurso, para ser el director titular de la Orchester der Technischen Universität Wien, con la cual realizó importantes actividades como la grabación de varios discos compactos y giras por varias ciudades de Europa.
En mayo de 2003, fue por primera vez invitado a la Orquesta Tonkünstler. Gracias a la gran acogida que tuvo en la orquesta y en el público, fue nombrado director asistente por un periodo de 2 años, tiempo que estuvo dedicado a programas didácticos y conciertos de temporada en el Musikverein. En julio de 2004, actuó como reemplazo de último momento del conocido director Heinz Wallberg luego de este concierto, la crítica de los diarios austríacos lo catalogó como "El Milagro de Viena".
Su incursión en el género de la ópera ha tenido gran amplitud desde sus comienzos. Ha realizado importantes producciones como Orfeo y Eurídice de Christoph Willibald Gluck (Múnich-Alemania 2001), estrenos mundiales de las óperas Der gestiefelte Kater (El gato con botas) (Viena, 2001-2002), Il campanello de Gaetano Donizetti con la Orquesta del Teatro de Bratislava, al igual que producciones en versión concertante de las óperas Las bodas de Fígaro y Don Giovanni de Wolfgang Amadeus Mozart (Viena, 2002). Como encargo de la embajada española ante las Naciones Unidas en Viena y la Presidencia Española de la Unión Europea, Don Carlo de Giuseppe Verdi en el marco del Festival de Klosterneuburg (Klosteneuburg, 2003); El rapto en el serrallo de W. A. Mozart en el Teatro del Palacio de Schönbrunn (Viena, 2004) y La flauta mágica en el Jugenstiltheather (Viena, 2004) y la coproducción junto a Jesús López Cobos de Don Carlo en el Teatro Real de Madrid (Madrid, 2005), entre otras. En 2006 dirigió La Traviata de G.Verdi en el marco del cumpleaños de la Ópera de Colombia (Bogotá, Colombia) y en 2008 La bohème de G. Puccini en el 150° aniversario de su nacimiento para la misma compañía.
En el 2005, hizo su debut con la Recreation-Grosses Orchester de Graz, Austria. Tras este aclamado concierto fue nombrado director titular durante la temporada 2006-2008. En el 2006 realizó su debut con orquestas de renombre como la Orquesta Sinfónica de Viena (Austria), la Orquesta Sinfónica de la Radio Sueca y la Orquesta Nacional de Bratislava (Eslovaquia). A pesar de su corta edad, ha actuado como director invitado de diferentes orquestas y ensambles: director musical del Festival de Ópera de Verano de Klosterneuburg (Austria), Orquesta Filarmónica de Belgrado (Serbia), Orquesta Sinfónica de Graz (Austria), Wiener Concert Verein (Austria), director principal invitado de la Orquesta Filarmónica de Bogotá, Orquesta de la Radio y Televisión de Belgrado, Orquesta Sinfónica de Colombia, Orquesta Filarmónica de Medellín, Orquesta Filarmónica del Valle, Orquesta Sinfónica Juvenil de Antioquia, Orquesta Sinfónica Universidad EAFIT, Musikverein Pressbaum Orchester (Austria), Pro-Arte Orchester (Austria), Ensamble On-Line (Austria), Ensamble Porin (Croacia), Orquesta Sinfónica de Madrid y Orquesta Nacional de Chile, entre otras. Ha sido director invitado de las orquestas, Filarmónica de Luxemburgo (Luxemburgo), Leipzig Gewandhaus-Orchester (Alemania), Orquesta Sinfónica de Basel (Suiza) y Orquesta Sinfónica de Varsovia (Polonia), entre otras. Realizó el estreno mundial de la ópera Strom en Viena y en el 2007 hace su debut en Berlín con la Deutsche Symphonie Orchester (Alemania).
En mayo de 2007 fue nombrado director principal invitado de la Orquesta de Euskadi. En diciembre de 2008 fue nombrado director principal de dicha orquesta y tomó el cargo para la temporada 2009-2010. Su agenda para la Orquesta de Euskadi concluye en 2013. Ha sido director principal invitado en la Hr-Sinfonieorchester en 2009 y en marzo de 2013 fue nombrado como director principal para la temporada 2014-2015 con un contrato inicial de 4 años.
Ha participado en varios cursos y concursos a nivel mundial siendo sobresaliente: 2.º premio en el “I Taller-Concurso de Composición IMDE” dictado por el compositor Andrés Posada (Medellín 1994), “I Curso para jóvenes directores de la Orquesta Sinfónica de Colombia” dictado por el maestro Alejandro Posada Gómez (Bogotá, 1998), Diploma de reconocimiento en el “II International Composition of Young Conductors” (Sarajevo, 1999), “I Internationalen Dirigierkurs” dictado por el maestro Sir Colin Davis (Dresde, 2000), semifinalista del “13th International Conducting competition” de la radio y televisión Húngara (Hungría, 2002).
En octubre de 2012 realizó su debut con la Houston Symphony como director invitado. En enero de 2013 la orquesta anuncia que Orozco será el nuevo director titular para la temporada 2014-2015 con un contrato inicial de 5 años y 12 semanas.
El 4 de marzo de 2016 la Orquesta Sinfónica de Houston anunció el lanzamiento de un disco donde se incluyen las grabaciones de las sinfonías No.7 y No.8 de Antonín Dvořák dirigidas por Orozco-Estrada.
En marzo de 2018 se anunció que dirigirá la Orquesta Sinfónica de Viena a partir de 2021, en sustitución del suizo Philippe Jordan y por un periodo de cinco años pero tuvo que renunciar en el año 2022.
Luego de debutar como director invitado con en mayo de 2022, se anunció su elección como director principal de la Orquesta Sinfónica Nacional de la RAI en 2023, a la que también dirigió en el concierto de Fiesta de la República el 2 de junio del mismo año. Tomó posesión del cargo en octubre de 2023, con un contrato inicial por tres temporadas.

## Discografía
- Antonín Dvořák - Symphony No.7/Symphony No. 8 - Houston Symphony Orchestra - Pentatone 2016
- Piazzolla - Leticia Moreno - Andrés Orozco-Estrada - London Philarmonic Orchestra - Deutche Grammophon 2016
- The Rite of Spring / The Firebird (Suite 1919) - hr-Sinfonieorchester - Pentatone 2016
- Mendelssohn: Symphonies Nos. 1 & 3 - Wiener Tonkünstler Orchester Niederösterreich - Oehms Classics 2014
- Basque Music Collection, Vol. XIV - Euskadiko Orkestra Sinfonikoa - Claves Records 2012
- Mahler 1. Symphonie SACD - Wiener Tonkünstler Orchester Niederösterreich - Preiser Records 2010